# Danuta Dąbrowska (artystka)
Danuta Dąbrowska-Wojciechowska (ur. 1959 w Szczecinie) – polska artystka współczesna, artystka multimedialna, fotografka, autorka obrazów, instalacji i cyklów fotografii; pedagog, prodziekan Wydziału Malarstwa i Nowych Mediów Akademii Sztuki w Szczecinie; absolwentka PWSSP (obecnie Uniwersytet Artystyczny) w Poznaniu.

## Twórczość
Najnowszy okres twórczości Dąbrowskiej jest naznaczony inspiracją obszarem nauki. Okres ten zapoczątkował cykl prac Receptory z 2006 r., który koncentruje się na fizjologicznym aspekcie percepcji. Samym procesem pracy naukowej oraz jej narzędziami inspiruje się cykl Pomiary z 2014 r.

## Wybrane wystawy indywidualne
- 1993 - Galeria Sztuki Współczesnej, Zamek Książąt Pomorskich, Szczecin
- 1994 - Czas urojony c.d., Galeria Moje Archiwum, Koszalin
- 1994 - Projekcje c.d., Muzeum Narodowe, Szczecin
- 1996 - Wystawa prac, Baszta Czarownic, Słupsk
- 1999 - Fantomaty, Galeria Amfilada, Szczecin
- 2001 - Światłokształty, Galeria Entazis, Szczecin
- 2004 - Tła, wystawa indywidualna, Teatr Kana, Szczecin
- 2008 - Receptory, Miejsce sztuki OFFicyna, Szczecin
- 2010 - Pamięć ścian Westival Architektury, Willa Lentza, Szczecin
- 2011 - Receptory – zanikanie obrazu, Muzeum Sztuki Współczesnej, Szczecin
- 2012 - Double vision, Schloss Kampehl, Neustadt
- 2013 - Receptory – zanikanie obrazu, Galeria Odnowa ASP, Łódź
- 2014 - EEEEEE..., Galeria Wzorcowa No.10, Szczecin
- 2014 - Pola zdarzeń, Schloß Trebnitz, Neustadt
- 2015 - Pomiary, Galeria w Pałacu Wedlów MGOK, Kalisz Pomorski

## Wybrane wystawy zbiorowe
- 1988 - 12 Międzynarodowe Biennale Plakatu, Zachęta, Warszawa
- 1989 - 13 Biennale Plakatu Polskiego, BWA, Katowice
- 1991 - Substancje i obrazy, BWA, Szczecin
- 1992 - Aller et retour, Musee des Beaux Arts de Angoulême, Angoulême
- 1992 - Vier Kunstler aus Stettin, Ostholstein Museum, Eutin
- 1993 - Gaja - cztery żywioły, realizacje plenerowe, Gerlesborg
- 1994 - Pracownia czerni, szarości i bieli, Galeria Amfilada, Szczecin
- 1995 - Północny Atol, Galeria Miejska, Wrocław
- 1996 - Introwersje, Galeria Amfilada, Szczecin
- 1996 - Linia horyzontu, Sztuka Krajów Nadbałtyckich, Zamek Książąt Pomorskich, Szczecin
- 1996 - Tradgardslust, Ystads Museer, Ystad
- 1998 - INSYN PROJECT, Sztokholm
- 1999 - Miejsca sygnowane, CSW Zamek Ujazdowski, Warszawa
- 2000 - Międzynarodowe Triennale Grafiki, Kraków
- 2001 - Polnische Kunstler aus Szczecin, St.Marien, Stralsund
- 2002 - Energien einer Landschaft, Kunsthalle, Rostock
- 2002 - Energia pejzażu, Muzeum Narodowe Szczecin
- 2003 - Międzynarodowe Triennale Grafiki, Kraków
- 2003 - Triennale Grafiki Polskiej, Katowice
- 2003 - Extra Strong Super Light - Biennale Sztuki Bałtyckiej, Muzeum Narodowe, Szczecin
- 2004 - Quinzaine Photographique, Nantes
- 2004 - Eurografik Moskwa 2004 Most Integracji Kultury Europejskiej, Stary Maneż, Moskwa
- 2004 - Die Internationale Grafik – Triennale Krakau, Horst Jansen Museum, Oldenburg
- 2005 - Metropolis - międzynarodowa wystawa sztuki krajów bałtyckich, Muzeum Narodowe, Szczecin
- 2006 - Dawać - brać, Austriackie Forum Kultury, Instytut Austriacki, Warszawa
- 2006 - Raume und visionen, Schleswig-Holstein-Haus, Schwerin
- 2006 - Ars baltica, Galerie Burgkloster, Lubeka
- 2006 - Ikony zwycięstwa, dawna fabryka Norblina, Warszawa
- 2006 - dawać – brać, Austriackie Forum Kultury, Instytut Austriacki, Warszawa
- 2007 - transRobota, 7. Bałtyckie Biennale Sztuki Współczesnej, Muzeum Narodowe w Szczecinie, Szczecin
- 2009 - Global dialogues, Nagoya University of Arts, Nagoya
- 2009 - Oder/Odra, Kunstbauwerk e.V. Tabakfabrik, Vierraden
- 2009 - SMS – Szczecin/Melbourne/Szczecin, Guildford Lane Gallery, Melbourne
- 2012 - W poszukiwaniu uciekającego czasu, Muzeum Narodowe w Szczecinie, Szczecin
- 2012 - Inspiracje, Galeria 13 Muz, Szczecin
- 2012 - Medialny Stan Wyjątkowy, Galeria EL, Elbląg
- 2013 - Medialny Stan Wyjątkowy, Muzeum Narodowe w Szczecinie, Szczecin
- 2013 - Wunderkammer, Forum Factory, Berlin
- 2013 - Rytuały przejścia, Muzeum Narodowe w Szczecinie, Szczecin
- 2014 - Medialny stan wyjątkowy 3. Powrót do szkoły, Muzeum Narodowe w Szczecinie, Szczecin
- 2016 - Anarchia i nowa sztuka. 100-lecie dadaizmu, CRP, Orońsko[2]